# Blockheads
Blockheads est un groupe de grindcore français, originaire de Nancy, en Lorraine. En 1995, Blockheads autoproduit son premier album studio, Last Tribes, puis en 1998, son second, Watch Out. Le troisième album studio de Blockheads sort en 2001, et s'intitule Human Parade, suivi par Shapes of Misery produit par le label Overcome en 2006. En juillet 2012, Blockheads signe avec le label Relapse Records, label sur lequel sortira son cinquième album, This World is Dead, en 2013.

## Biographie
Le groupe est formé en 1989 à Nancy. Il sort une première démo en 1993, intitulée Haaashaastaak. En 1995, Blockheads sort son premier album studio, Last Tribes, puis en 1998, son deuxième Watch Out, après avoir connu des problèmes de formation. Le groupe tourne beaucoup donnant la vraie mesure de sa puissance sur scène (nombreux concerts avec Napalm Death, Nasum, Obituary, Entombed, Sick of it All, Carcass, Soulfly, etc.).
En 2000, Blockheads signe avec Bones Brigade, un label spécialisé dans la musique extrême, label qui ressort leurs deux premiers albums sous le titre From Womb to Genocide. Le troisième album studio de Blockheads sort en 2001, et s'intitule Human Parade. Blockheads participera à de nombreux festivals durant les années 2002 et 2003, se faisant connaître comme un groupe de grindcore important de la scène européenne. En 2004, après avoir tourné avec Nasum le groupe décide d'aller enregistrer son prochain album à Örebro, dans le studio du guitariste Mieszko Talarczyk. Son décès peu de temps après va réduire le projet à néant. Le groupe se tourne alors vers Stéphane Buriez, guitariste chanteur de Loudblast qui enregistrera Blockheads au LB Lab en 2005.
En 2006 sort l'album Shapes of Misery, chez Overcome, qui fait de Blockheads le leader incontesté du grindcore français, tant au niveau technique qu'au niveau de la violence des titres et de la fraîcheur de l'esprit qui n'est pas sans rappeler les premiers albums de Napalm Death, Disrupt ou Extreme Noise Terror. Après une performance à l'Obscene Extreme, une tournée a suivi avec Mumakil avec lesquels le groupe enregistrera un split intitulé Blind en 2008 sorti chez  Bones Brigades Records. En outre, Shapes of Misery a été réédité sur ce label, Overcome Records ayant arrêté son activité. La version vinyle est sortie en 2009 sur Up-To-Eleven Records, un label appartenant à l'un des guitaristes. Le groupe a participé à des albums hommage pour Nasum et Repulsion, suivis d'autres concerts avec Brutal Truth, Ingrowing, Skitsystem, Yacøpsæ et Sayyadina. À l'été 2009, le groupe a joué au Hellfest. Le DVD Grindcore Overdose, autoproduit par le groupe, sort en 2010 et contient deux concerts enregistrés l'année précédente. La même année, Relapse Records réédite la le split réalisé avec Mumakil.
En juillet 2012, Blockheads signe avec le label Relapse Records, et y annonce un cinquième album studio courant 2013. En novembre 2012, ils révèlent plus de détails de leur cinquième opus, et donc premier album studio depuis la sortie de Shapes of Misery en 2006. L'album s'intitulera This World is Dead et est enregistré au Terrier 5 à Genève, en Suisse par Jérôme, guitariste de Nostromo et de Mumakil. This World is Dead comprend 25 titres pour un total de 40 minutes, et sera publié en formats CD, LP, et numérique le 22 janvier 2013 en Amérique du Nord, le 21 janvier 2013 au Royaume-Uni et à l'international, et le 18 janvier 2013 au Benelux. À l'enregistrement de l'album, le groupe comprend Xav au chant, Fred aux guitares, Erik à la basse et Nico à la batterie. En 2014, le groupe prend part au Hellfest, à Clisson. Fin 2018, lors d'un concert avec Napalm Death, le groupe annonce qu'il va entrer prochainement en studio pour y enregistrer son sixième album.

## Style musical
Selon la biographie du groupe sur le site web de Relapse Records, Blockheads s'inspire de groupes tels que Napalm Death, Carcass, Bolt Thrower et Godflesh. Pour Thomas Strater du magazine Metal Hammer, le groupe joue un grindcore classique, en particulier dans l'album This World is Dead, et traite de sujets sérieux comparables à From Enslavement to Obliteration. Lors d'une interview avec Ollie Fröhlich d'Ox-Fanzine, Erik explique qu'« on exploite à vitesse grand V nos ressources humaines et naturelles au profit de l'argent », un thème qui revient souvent dans les paroles du groupe.

## Membres

### Membres actuels
- Xavier Chevalier (Xav) - chant
- Fred - guitare, chant
- Raph - guitare, chant
- Erik - basse, chant
- Nico - batterie, chant

### Anciens membres
- Ben - guitare
- Oli - batterie
- Benoît - batterie
- Ludo - guitare
- Payot - basse
- Antoine - guitare
- Raph - basse
- Raphaël - guitare